# غيفورغ هوفهانيسيان
غيفورغ هوفهانيسيان (بالأرمنية: Գևորգ Հովհաննիսյան)‏ هو لاعب كرة قدم أرميني في مركز قلب الدفاع، ولد في 16 يونيو 1983 في غيومري في أرمينيا. لعب مع نادي بانانتس ونادي شيراك.

## وصلات خارجية
- غيفورغ هوفهانيسيان على موقع الاتحاد الأوربي (الإنجليزية)
- غيفورغ هوفهانيسيان على موقع قاعدة بيانات كرة القدم.إي يو (الإنجليزية)
- غيفورغ هوفهانيسيان على موقع ناشيونال فوتبول تيمز (الإنجليزية)
- غيفورغ هوفهانيسيان على موقع Soccerway.com (الإنجليزية)
- غيفورغ هوفهانيسيان على موقع عالم كرة القدم.نت (الإنجليزية)